# Rolf Wüthrich
Rolf Wüthrich (4 de setembro de 1938 - junho de 2004) foi um futebolista suíço que jogava como atacante. 

## Carreira
Começou a carreira no FC Zurich, em 1957, passando posteriormente por Servette FC, Grasshopper-Club Zürich, 1.FC Nuremberg e BSC Young Boys, até 1966.[carece de fontes?] Jogava pelo Servette quando foi convocado para a Copa do Mundo FIFA de 1962, no Chile, onde marcou um gol na partida contra o Chile. Jogou 13 vezes pela Seleção Suíça de Futebol, marcando dois gols. 